# Abandono de las bombillas incandescentes

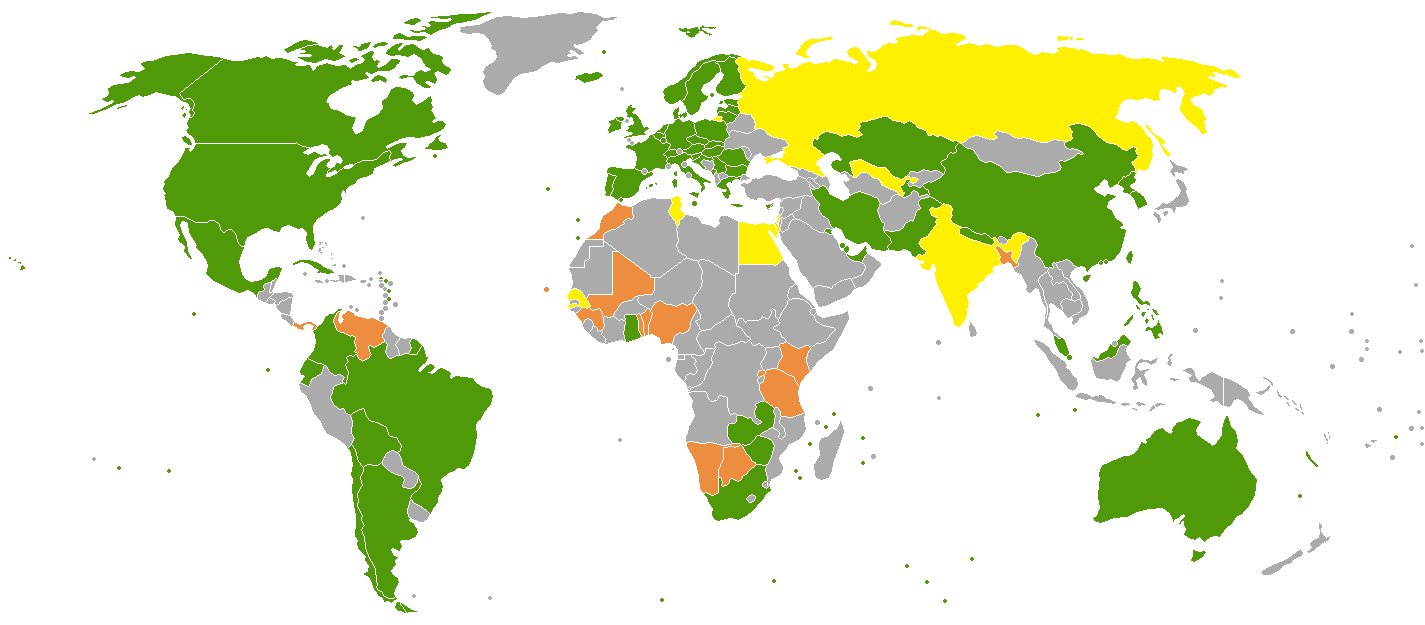
Abandono de bombillas incandescentes en el mundo
Prohibición total
Prohibición parcial
Con programas para cambiar bombillas por otras más eficientes

Múltiples gobiernos de todo el mundo han aprobado medidas destinadas a la eliminación progresiva las bombillas incandescentes para la iluminación general en favor de alternativas de iluminación más eficientes desde el punto de vista energético. Las normas de eliminación gradual prohíben la fabricación o importación de bombillas incandescentes para la iluminación general. La normativa se basa en la eficiencia, más que en el uso de la tecnología incandescente. Sin embargo, no es ilegal seguir comprando o vendiendo las bombillas existentes, que no están reguladas.
La Unión Europea, Suiza y Australia empezaron a eliminarlas en 2009. Asimismo, otras naciones están aplicando nuevas normas energéticas o han programado su eliminación.
Las objeciones a la sustitución de las lámparas incandescentes para la iluminación general incluyen principalmente el mayor gasto de compra de las bombillas alternativas. Para mitigar los efectos del coste de estas preocupaciones, se han puesto en marcha varios programas, que van desde las subvenciones a las lámparas hasta la mejora de las normas de medición del rendimiento y del etiquetado de los productos. Los fabricantes han desarrollado lámparas fluorescentes con un contenido reducido de mercurio en comparación con los diseños originales, y los programas de reciclaje están destinados a evitar la liberación de mercurio. Los nuevos tipos de lámparas ofrecen mejores características de encendido y existen tipos regulables.

## Alternativas a las bombillas incandescentes
La luz de una fuente incandescente tiene un carácter similar al de un "cuerpo negro" planckiano en cuanto a la distribución espectral, es decir, la bombilla, al calentarse el filamento, produce luz de longitudes de onda de todo el espectro visible. Las fuentes de luz alternativas utilizan fósforos o combinaciones de LEDs monocromáticos (rojo, azul y verde) para producir luz "blanca", lo que da lugar a distribuciones espectrales significativamente irregulares que pueden crear dominantes de color en la fotografía y diferencias de coincidencia de color cuando se comparan con la luz incandescente o la luz del día.
Las lámparas halógenas son un tipo de lámpara incandescente con mayor eficiencia que las lámparas incandescentes normales. Aunque no son tan eficientes energéticamente como otras alternativas, son hasta un 40% más eficientes que las lámparas incandescentes estándar diseñadas para una vida útil de 2000 horas. Dependiendo del tamaño, el voltaje y la vida útil diseñada, las lámparas halógenas pequeñas de bajo voltaje pueden tener un 70% más de eficacia que las lámparas grandes de voltaje de línea. Funcionan a alta temperatura, lo que puede suponer un riesgo para la seguridad en algunas aplicaciones.
Las lámparas fluorescentes compactas utilizan un tubo de lámpara fluorescente que se curva o se dobla para caber en el espacio de una bombilla incandescente y contiene un balasto electrónico compacto en la base de la lámpara. En comparación con las lámparas incandescentes de uso general que proporcionan la misma cantidad de luz visible, las CFL utilizan entre una quinta y una tercera parte de la energía eléctrica y pueden durar entre ocho y quince veces más. Las nuevas fórmulas de fósforo han mejorado el color percibido, y las CFL de color "blanco suave" se consideran subjetivamente similares a las lámparas incandescentes estándar. Las objeciones más específicas relacionadas con las bombillas fluorescentes compactas incluyen la diferente calidad de la luz producida por las lámparas basadas en el fósforo en comparación con las lámparas incandescentes y que las bombillas fluorescentes compactas contienen pequeñas cantidades de mercurio, una potente neurotoxina, que es especialmente peligrosa para los niños y las mujeres embarazadas, y que se agrava por el espacio reducido en el que se dispersaría el mercurio en caso de rotura en el interior. Se han planteado preocupaciones medioambientales sobre la contaminación por mercurio de las LFC, pero se puede demostrar que emiten menos mercurio al medio ambiente en general en comparación con las bombillas incandescentes tradicionales, debido a las importantes reducciones de las emisiones de las centrales eléctricas. Las lámparas fluorescentes compactas se encienden mal cuando están frías y la mayoría de los tipos no pueden regularse. Algunas aplicaciones especializadas no son adecuadas para las CFL.
Las lámparas de diodos emisores de luz (LED) se utilizan tanto para la iluminación general como para la especial. Sus ventajas sobre las bombillas fluorescentes son que no contienen mercurio, se encienden instantáneamente a cualquier temperatura, su vida útil es extremadamente larga y no se ve afectada por los ciclos de encendido y apagado, no tienen cristal que se rompa y no emiten rayos UV que destiñen los materiales de color. Las lámparas LED irradian mucho menos calor que otras tecnologías y pueden ser multidireccionales o unidireccionales, lo que elimina la necesidad de un reflector de espejo en la bombilla o el aparato. Las lámparas LED pueden emitir luz de color saturado. Las desventajas incluyen las limitaciones del espectro debido a los colores de emisión discretos. Su coste de adquisición era mucho más elevado que el de otras bombillas, pero ha disminuido de forma constante con el paso de los años.